# Аара
Аара е божество в митологията на арабските племена от южните части на сирийската пустиня, покровител на град Бостра. Смятан е за божество на плодородието и растителността, придавани са му и черти на бог на слънцето и светлината. След влизането на Бостра в границите на Набатея, Аара е отъждествен с Душара и се приема за негово проявление (ипостас). (Съществува и хипотеза, че Аара е истинското, вероятно табуирано, име на Душара). Набатейците считат Бостра за място на проявление на Аара, което означава, че той може би е съхранил функциите си като покровител на града. По-късната елинистическа традиция го отъждествява с Дионис.